# Trachemys hartwegi
Trachemys hartwegi – gatunek żółwia z rodziny żółwi błotnych (Emydidae). Systematyka tego taksonu przez wiele lat była kwestią sporną, różni autorzy zwykle uznawali go za podgatunek żółwia ozdobnego (Trachemys scripta) lub Trachemys gaigeae, a niekiedy także Trachemys nebulosa lub Trachemys ornata.
Występuje w Meksyku – w stanach Durango i Coahuila.
Karapaks ciemny z prawie niewidocznymi kropkami. Plastron żółty z malutkimi kropeczkami rozchylającymi się na boki. Po prawej i lewej stronie głowy pomarańczowe, eliptyczne paski. Od oczu wzdłuż szyi biegną bladożółte paski mniejszej wielkości. Samiczki rosną do 30 cm, a samce trochę mniej.